# Ossiacher Tauern
Ossiacher Tauern este o arie protejată (arie specială de conservare — SAC, sit de importanță comunitară — SCI) din Austria întinsă pe o suprafață de 959,01 ha, integral pe uscat.

## Localizare
Centrul sitului Ossiacher Tauern este situat la coordonatele 46°39′28″N 13°58′21″E / 46.6577°N 13.9725°E.

## Înființare
Situl Ossiacher Tauern a fost declarat sit de importanță comunitară în decembrie 2018 pentru a proteja un număr necunoscut de specii din flora spontană și fauna sălbatică aflate în arealul zonei. Situl a fost protejat și ca arie specială de conservare în decembrie 2018.

## Biodiversitate
Situată în ecoregiunea alpină, aria protejată conține 2 habitate naturale: Păduri de fag Luzulo-Fagetum, Păduri ilirice de Fagus sylvatica (Aremonio-Fagion).
La baza desemnării sitului se află un număr nedeclarat de specii protejate.
Pe lângă speciile protejate, pe teritoriul sitului au mai fost identificate 1 specie de reptile.